# Morpheus (artiest)
Martijn Verhagen ('s-Hertogenbosch), bekend onder zijn artiestennaam Morpheus, is een Nederlandse singer-songwriter. Zijn muziek mengt pop-noir, ambient-elektronica-invloeden en klassieke chansons tot een melancholisch, poëtisch geheel. Hij brak in 2023 door met zijn debuut-ep Morphosis, en staat bekend om zijn introspectieve teksten en emotioneel geladen optredens.

## Biografie
Morpheus begon met muziek maken na het overlijden van zijn moeder. Zijn artiestennaam verwijst naar Morpheus, de Griekse god van de dromen. Morpheus beschrijft zijn artiestennaam als een manier om een wereld rondom zijn muziek te bouwen, waardoor hij sterk blijft terwijl hij ook zijn kwetsbaarheid behoudt.
"Hoewel mijn nummers hyperpersoonlijk zijn, helpt Morpheus me een wereld rondom mijn muziek te bouwen. Het stelt me in staat om sterk te zijn terwijl ik kwetsbaar blijf."
In een interview met Behind The Blinds vertelde hij:
’’"The Greek God Morpheus was the bringer of dreams and could shape and motivate people towards action. I hope to do the same with my songs."

## Carrière

### 2023:Morphosis
In 2023 debuteerde Morpheus met de ep ‘’Morphosis’’, waarbij elk nummer live in één take werd opgenomen. De ep bevat de singles:
- Morphosis
- Gold
- Burning in Paris
- Leap of Faith

Het nummer Burning in Paris is geschreven vanuit het perspectief van zijn vader, en vertelt het verhaal over gemiste kansen en verlies. Zoals Morpheus het beschrijft:
"My mom had so many dreams that were postponed for years. After she passed away, I found a bucket list with all the things she wanted to do when she retired. One of them was going to France to visit her sister and reconnect with the culture she liked the most."

### 2024:The Ascent
De opvolger The Ascent (2024), geproduceerd door Thomas Azier, markeerde een muzikale uitbreiding met meer elektronische en orkestrale invloeden. Singles van deze EP zijn:
- The Sunrise
- Ride or Die
- Pearl
- Ascend to Heaven

### Liveoptredens
Morpheus stond op festivals als Eurosonic Noorderslag (2024, 2025), Best Kept Secret en Grasnapolsky. Daarnaast trad hij op in zalen als de Melkweg, EKKO, Simplon en De Roma. Zijn eerste tour kende nagenoeg uitverkochte shows in Amsterdam, Utrecht, Groningen en Antwerpen.
Morpheus verzorgde tevens het voorprogramma voor onder anderen Thomas Azier, Kovacs en Ásgeir. Hij gaf ook internationale optredens, waaronder in Istanbul en Boedapest.

## Media-aandacht
Morpheus kreeg internationale aandacht met een interview en fotoshoot in het Turkse modetijdschrift L'Officiel Türkiye, waarin zijn muziek werd omschreven als:
"His music is a deep emotional journey for the listener, where vulnerability meets strength, crafting a sound that is uniquely his own.”
In 2024 trad Morpheus live op in het VPRO-programma On Stage, samen met pianist en componist Joep Beving, met het gezamenlijke nummer The Blue Hour. Het nummer is nog niet officieel uitgebracht.

## Muzikale stijl en invloeden
Morpheus’ stijl combineert elementen van klassieke chanson, ambient-elektronica en poëtische storytelling. Zijn invloeden omvatten onder meer Björk, Kate Bush, Arooj Aftab en Sufjan Stevens.
Hij gelooft dat de eenvoud van muziek de grootste kracht heeft. Daarom worden veel van zijn nummers in één take opgenomen om de rauwe emotie vast te leggen.
Morpheus haalt tijdens het maakproces inspiratie uit de natuur:"Natuur’s sereniteit spreekt me aan, het inspireert me diep."

## Discografie

### Ep's
- Morphosis (2023)
- The Ascent (2024)

### Singles
- Morphosis
- Gold
- Burning in Paris
- Leap of Faith
- The Sunrise
- Ride or Die
- Pearl
- Ascend to Heaven